# Petra Jungmanová
Petra Jungmanová (* 11. července 1971 Kladno) je česká herečka, zpěvačka a moderátorka.

## Osobní život a herecká kariéra

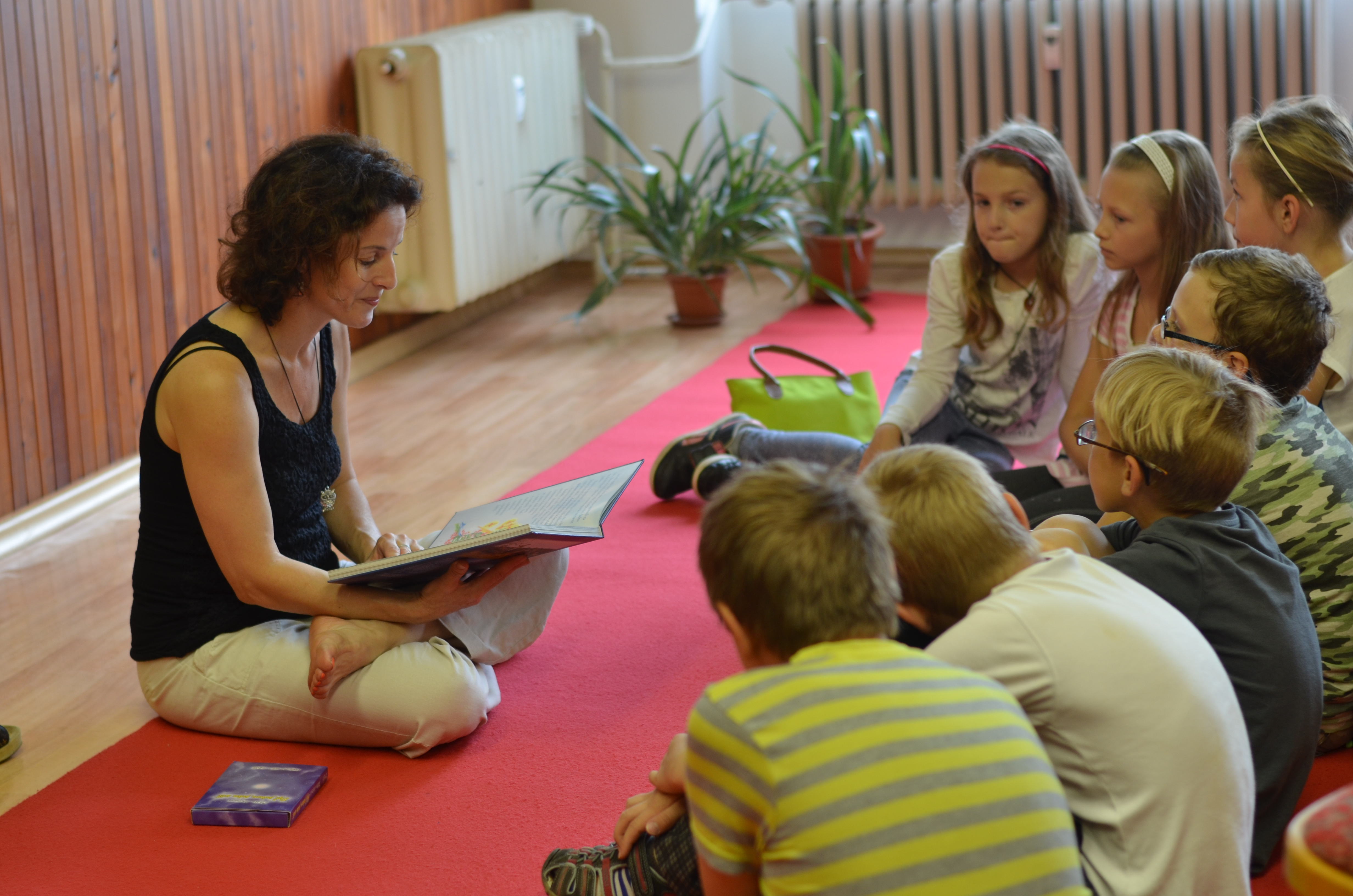
Petra Jungmanová na akci Celé Česko čte dětem v Adamově

Po absolvování Střední pedagogické školy v Berouně měla v plánu pokračovat oborem tělovýchova na vysoké škole, ovšem ke studiu nebyla přijata. Následně vyučovala jeden školní rok na základní škole, a poté nastoupila na obor muzikálové herectví na Divadelní fakultě Janáčkovy akademie múzických umění v Brně, který ukončila roku 1994. Při studiu hrála jako host v Městském divadle Brno, kam také po absolutoriu 6. září 1993 nastoupila do stálého angažmá. V roce 1996 strávila pět měsíců pobytem v Kanadě.
Poté byla obsazena do několika velkých rolí. Za postavu Harry v muzikálu Babylon autorské dvojice Stanislava Moši a Zdeňka Merty, který měl premiéru v roce 1998, obdržela prestižní Cenu Thálie v kategorii opereta, muzikál. Vedle domovské scény účinkovala jako host v dalších divadlech včetně Národního divadla Brno, Hudebního divadla Karlín či G-studia Centrum v Brně. S Hudebním divadlem Karlín v roce 2000 vycestovala na měsíční pracovní zájezd po Japonsku, na němž odehrála v muzikálu My Fair Lady hlavní postavu Lisy Doolittlové. Roku 2003 ukončila stálé angažmá v brněnském Městském divadle a rozhodla se pro svobodné povolání.
Postupně navázala pracovní aktivity s několika scénami, pražskými divadly Rokoko, Metro na Národní třídě, Palácem Blaník, Švandovým divadlem na Smíchově. Stále hostuje na své původní scéně v Městském divadle Brno.
Kromě herectví se také věnuje dabingu, moderování a charitativní činnosti. Řadu let se účastní benefičních koncertů Roberta Jíchy a v roli konferenciérky se podílí na benefičních plesech cyklistů ve prospěch Nadačního fondu dětské onkologie Krtek. V roce 2000 byla oceněna za svou práci na brněnském Chodníku slávy před Městským divadlem, když do jedné z kachlí chodníku otiskla své dlaně.

### Soukromý život
V roce 2001 během natáčení televizního filmu Den, kdy nevyšlo slunce navázala partnerský vztah s hercem Vladimírem Dlouhým, za kterého se roku 2008 provdala. Dne 29. září 2006 se jim narodila dvojčata, Jan a Jiří.

## Filmografie

### Film a televize
- 1994 – Brémská svoboda (TV film)
- 1995 – Detektiv Martin Tomsa (TV seriál, Anděla)
- 1997 – Četnické humoresky (TV seriál)
- 1998 – Brouk v hlavě (divadlo)
- 2001 – Den, kdy nevyšlo slunce (TV film, Eva Jerolímová)
- 2001 – O princezně se zlatým lukem (TV film, Borka)
- 2001 – Stříbrná paruka (TV seriál, Magda Brožová)
- 2002 – Babylon (TV film)
- 2004 – Místo nahoře (TV seriál, Lenka Rokytová)
- 2004 – Duše jako kaviár (Marcela)
- 2006 – Pravidla lži (Jolana)
- 2006 – Místo v životě (TV seriál, Lenka Rokytová)
- 2010 – Ulice (TV seriál, Marta Seidlová)
- 2011 – Policajti z centra (TV seriál, Sabina)
- 2017 – Bohéma (TV seriál, Eliška Novotná)
- 2019 – Ordinace v růžové zahradě 2 (TV seriál, Radmila Machalická)
- 2021 – Specialisté (TV seriál)

### Dokumentární film
- 1999 – My Fair Lady (ze Zelňáku)
- 2000 – My Fair Karlín
- 2000 – Zpívání na farmě (TV seriál)
- 2003 – Muzikály na cestách (TV film)
- 2005 – Adieu Mozart

## Dabing
- 1993 – Kung Fu: Legenda pokračuje (TV seriál)
- 1994 – Dallas (TV seriál) – Charlene Tilton (Lucy Ewingová Cooperová)
- 1995 – Zůstaň hladový – Kathleen Miller (Dorothy Stephensová)

## Divadlo

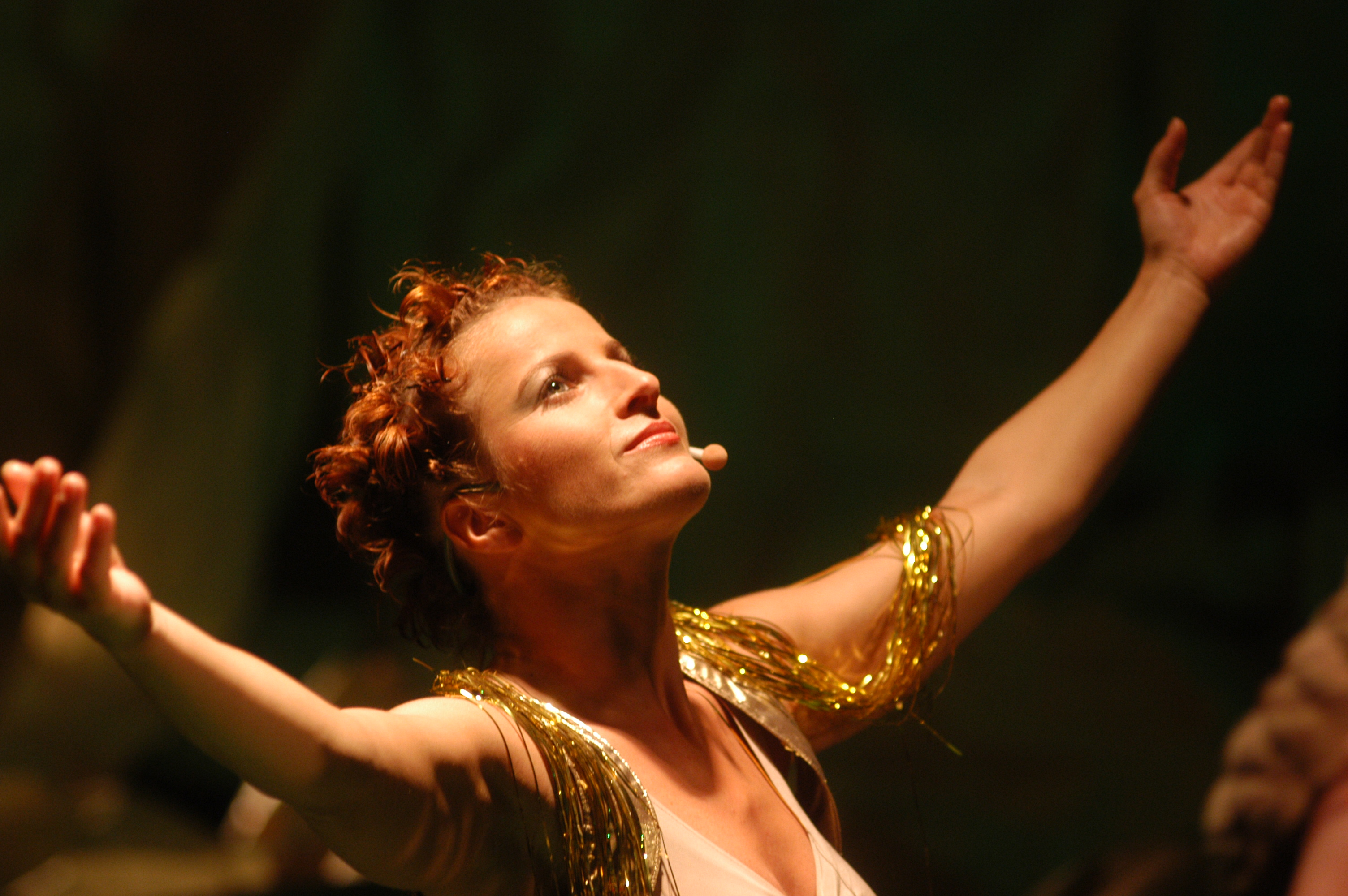
Petra Jungmanová ve hře MdB Babylón

### Janáčkova akademie múzických umění
- 1994 – Stanislav Moša, dramatizace podle McCoye – Koně se také střílejí – režie Stanislav Moša – Gloria (absolventská role)

### Městské divadlo Brno
Angažmá od 6. září 1993 do roku 2003.
- 1992 – Jiří Voskovec a Jan Werich – Divotvorný hrnec – režie Rudolf Tesáček – Zuzana
- 1993 – Stanislav Moša a Zdeněk Merta – Sny svatojánských nocí – režie Stanislav Moša – Helena, Titánie
- 1993 – Stanislav Moša a Zdeněk Merta – Bastard (vizualizované oratorium) – režie Stanislav Moša – Markétka, Satan
- 1993 – Christopher Durang – Nevyléčitelní – režie Petr Veselý – Prudence
- 1994 – Gustav Skála a Miki Jelínek – Popelka – režie Gustav Skála – Šašek
- 1995 – Martin Fahrner a Petr Ulrych – Legenda – režie Stanislav Moša – Princezna Veronika
- 1995 – Vítězslav Nezval – Manon Lescaut – režie Stanislav Moša – Manon
- 1995 – Ferdinand Bruckner– Alžběta Anglická – režie Zdeněk Černín – Dvorní dáma
- 1995 – Michael Frayn – Bez roucha – režie Zdeněk Dušek – Poppy
- 1996 – Arthur Laurents, Leonard Bernstein, Stephen Sondheim – West Side Story – režie Stanislav Moša – Anita
- 1996 – Georges Feydeau – Brouk v hlavě – režie Gustav Skála – Yveta
- 1996 – To nejlepší z muzikálů
- 1997 – Petr Ulrych, Stanislav Moša – Radúz a Mahulena – režie Stanislav Moša – Prija, záskok Mahulena
- 1997 – Grigorij Gorin – Kean IV.  – režie Zdeněk Černín – záskok Helena
- 1997 – Roman Rolland – Hra o lásce, smrti a věčnosti… – František Miška a Stanislav Moša – Chlorida Soncyová
- 1998 – Luigi Pirandello – Každý má svou pravdu – režie Zdeněk Dušek – Dina
- 1998 – Zdenek Merta a Stanislav Moša – Babylon – režie Stanislav Moša – Harra (Cena Thálie)
- 1999 – Alan J. Lerner, Frederick Loewe – My Fair Lady (ze Zelňáku)  – režie Stanislav Moša – Líza Ďulínková
- 1999 – Ladislav Stroupežnický – Naši Furianti – režie Zdeněk Černín – Markýtka
- 2000 – Hvězdné nebe muzikálů
- 2000 – Carlo Goldoni – Sluha dvou pánů – režie Zdeněk Černín – později, Beatrice Rasponi
- 2000 – Stanislav Moša a Zdenek Merta – Svět plný andělů – režie Stanislav Moša – Sandra
- 2001 – Petr Ulrych, Stanislav Moša – Koločava – režie Stanislav Moša – Jevka, Hafa
- 2002 – Pavel Kohout – Dvě gorily proti mafii – režie Martin Glaser – Viktorie Nádherná
- 2002 – Muzikály z Broadwaye – režie Stanislav Moša

### Hostování na dalších scénách
- 1998 – Národní divadlo Brno: R. Rodgers a O. Hammerstein – Jižní Pacifik – režie Mojmír Weimann – Forbytová
- 2000 – Hudební divadlo Karlín: Alan J. Lerner, Frederick Loewe – My Fair Lady – režie Petr Novotný – Líza Doolitlová
- 2000 – G-studio Centrum, Brno: Dan Goggin – Jeptišky I. + II.  – režie Karol Spišiak – sestra Marie Roberta
- 2000 – G-studio Centrum, Brno: koncertní projekt Viva I. Muzikál Live – režie Petr Gazdík
- 2000 – Manéž Bolka Polívky[7] režie R. Chudoba
- 2002 – G-studio Centrum, Brno: koncertní projekt Viva II. Kapky deště z Broadwaye – režie Petr Gazdík
- 2003 – Divadlo Metro, Praha: Prosper Merimé – Carmen – režie G. Skála – Carmen
- 2004 – Divadlo Rokoko, Praha: Timberlake Wertenbakerová – Pod jižním křížem – režie Kateřina Iváková – trestankyně Líza Mordenová
- 2004 – Palác Blaník, Praha: Willy Russell – Pokrevní bratří – režie Antonín Procházka – Mrs. Lyonsová
- 2004 – Brno, Semilasso: Benefiční koncert Roberta Jíchy
- 2008 – Divadlo G-Studio, Brno – Vánoční koncert Roberta Jíchy a jeho hostů pro Krtka (NF Krtek)
- 2009 – Švandovo divadlo, Praha: Lars von Trier – Kdo je tady ředitel? – režie Daniel Hrbek – Lise
- 2009 – Brno, Semilasso: Benefiční koncert Roberta Jíchy a jeho hostů pro Krtka

- 2022/23 – Divadlo Rokoko, Praha: Zdena Salivarová – Honzlová – režie Jakub Nvota – Fantová[8]

## Ocenění
- 1999 – Cena Thálie za rok 1998 v oboru muzikálové herectví za roli Harry v muzikálu Babylon Stanislava Moši a Zdeňka Merty[9]
- 1999 – vítězka divácké ankety Křídla – nejoblíbenější herečka Městského divadla Brno[10]
- 2000 – vítězka divácké ankety Křídla – nejoblíbenější herečka Městského divadla Brno[10]
- 2002 – vítězka divácké ankety Křídla – nejoblíbenější herečka Městského divadla Brno[11]